# Cayenne Klein
Cayenne Klein (Budapest, 12 de marzo de 1986) es una actriz pornográfica, modelo y diseñadora húngara.

## Biografía
Klein entró en la industria del cine para adultos en 2005, a los 18 años de edad. No obstante, su carrera no tuvo bastante relevancia, y llegó a dejar periódicamente su carrera por un período de cuatro años en los que alternó trabajo de modelo de webcam y diseñadora de joyas. Su carrera como actriz retornó con fuerza en 2013, cuando grabó la película Cayenne Loves Rocco con Rocco Siffredi para Evil Angel.
Esta película ganó en 2014 el Premio XBIZ a la Producción europea del año. En esa misma edición, Cayenne Klein ganó el premio a la Artista femenina extranjera del año.
Ha rodado más de 270 películas como actriz.

## Premios y nominaciones
| Año  | Ceremonia    | Resultado | Premio                                        | Trabajo                                              |
| ---- | ------------ | --------- | --------------------------------------------- | ---------------------------------------------------- |
| 2014 | Premios AVN  | Nominada  | Artista femenina extranjera del año           | —                                                    |
| 2014 | Premios AVN  | Nominada  | Mejor escena de sexo en producción extranjera | Hose Monster 5                                       |
| 2014 | Premios AVN  | Nominada  | Mejor escena de sexo en producción extranjera | Cayenne Loves Rocco                                  |
| 2014 | Premios XBIZ | Ganadora  | Artista femenina extranjera del año           | —                                                    |
| 2014 | Premios XBIZ | Nominada  | Mejor escena de sexo en película vignette     | Pornochic 24: Ariel and Lola                         |
| 2015 | Premios AVN  | Nominada  | Mejor escena de sexo en producción extranjera | Russian Institute: Lesson 19: Holidays at My Parents |
| 2015 | Premios XBIZ | Nominada  | Mejor escena de sexo en película lésbica      | Russian Institute: Lesson 19: Holidays at My Parents |
| 2016 | Premios AVN  | Nominada  | Mejor escena de sexo en producción extranjera | Pornochic 25: Anissa Kate                            |